# Thelyphonus tarnanii
Thelyphonus tarnanii är en spindeldjursart som beskrevs av Pocock 1894. Thelyphonus tarnanii ingår i släktet Thelyphonus och familjen Thelyphonidae. Inga underarter finns listade i Catalogue of Life.